# Os 10 artigos científicos mais citados do século XXI
Os 10 artigos científicos mais citados do século XXI são uma seleção dos trabalhos acadêmicos publicados a partir do ano 2000 que receberam o maior número de citações em bases de dados científicas, conforme análise publicada pela revista Nature em 2025. A lista reflete principalmente artigos metodológicos, de inteligência artificial e de saúde que se tornaram referências fundamentais em suas áreas.

## Contexto
As citações científicas são uma medida importante do impacto acadêmico, embora não necessariamente correlacionadas com descobertas científicas revolucionárias. Segundo a análise da Nature, os artigos mais citados tendem a ser:
- Métodos de pesquisa amplamente aplicáveis
- Softwares e ferramentas de análise
- Trabalhos fundamentais em áreas de rápido crescimento (como IA)
- Estatísticas e diretrizes de saúde amplamente utilizadas[1]

A seleção foi baseada na mediana de citações em cinco bases de dados: Web of Science, Scopus, OpenAlex, Dimensions e Google Scholar, para controlar variações entre plataformas.

## Lista dos 10 artigos mais citados
| Posição | Título (Ano)                                                                                            | Área                    | Citações (variação entre bases) |
| ------- | --- | ----------------------- | ------------------------------- |
| 1       | Deep residual learning for image recognition (2016)                                                     | Inteligência Artificial | 103,756–254,074                 |
| 2       | Analysis of relative gene expression data using real-time quantitative PCR and the 2–ΔΔCT method (2001) | Biologia Molecular      | 149,953–185,480                 |
| 3       | Using thematic analysis in psychology (2006)                                                            | Psicologia              | 100,327–230,391                 |
| 4       | Diagnostic and Statistical Manual of Mental Disorders, DSM-5 (2013)                                     | Psiquiatria             | 98,312–367,800                  |
| 5       | A short history of SHELX (2007)                                                                         | Cristalografia          | 76,523–99,470                   |
| 6       | Random forests (2001)                                                                                   | Aprendizado de Máquina  | 31,809–146,508                  |
| 7       | Attention is all you need (2017)                                                                        | Inteligência Artificial | 56,201–150,832                  |
| 8       | ImageNet classification with deep convolutional neural networks (2017)                                  | Inteligência Artificial | 46,860–137,997                  |
| 9       | Global cancer statistics 2020 (2020)                                                                    | Oncologia               | 75,634–99,390                   |
| 10      | Global cancer statistics 2018 (2018)                                                                    | Oncologia               | 66,844–93,433                   |

### Observações
- O artigo mais citado (sobre redes residuais) também está entre os 10 mais citados de todos os tempos
- 4 dos 10 artigos são da área de inteligência artificial
- O DSM-5 é o único livro na lista, não um artigo publicado em periódico científico
- Os dados de citação variam significativamente entre bases de dados
- A metodologia controlou fatores como tempo desde publicação e área de pesquisa[1]